# شهر اولویتو
شهر اولویتو (به پرتغالی: Alvito Municipality) یک سکونتگاه مسکونی در پرتغال است که در Beja District واقع شده‌است.

## خصوصیات
شهر اولویتو ۲۶۴٫۸ کیلومترمربع مساحت و ۲٬۷۰۸ نفر جمعیت دارد.